# دعيج الجري
دعيج خليفة طلال محمد الجري مواليد دولة الكويت (1954)، نائب سابق في مجلس الامة الكويتي.

## حياته السياسية
شارك في انتخابات مجلس الأمة الكويتي عام 1985 كمستقل وفاز بالعضوية عن الدائرة الواحدة والعشرون - الأحمدي  وحصل على (1206) صوت وحصل علي المركز الأول، كان مهندسا في بلدية الكويت عام 1979، ورئيس شعبة المقاولين في إدارة البناء 1981، ومسؤول المنطقة الخامسة في إدارة السلامة 1982، وعضو جمعية المهندسين الكويتية، جامعي حاصل على بكالوريوس هندسة مدنية.